# Jan Strugnell
Jan Maree Strugnell es una bióloga molecular evolutiva australiana.  Es profesora asociada en el Centro para la Pesca y Acuicultura Tropical Sostenible en la Universidad James Cook , Townsville, Australia.  El trabajo de Strugnell ha investigado la evolución molecular a nivel de la población y de las especies en las especies antárticas y de aguas profundas en el contexto de cambios geológicos y climáticos pasados.  El trabajo de Strugnell también utiliza herramientas genéticas para ayudar a resolver cuellos de botella en la acuicultura y en las industrias pesqueras. 

## Educación y juventud
Strugnell creció en Swan Hill en Victoria, Australia. Cursó estudios de educación secundaria en Swan Hill Secondary College, donde fue reconocida como mejor estudiante del año. Strugnell Completó su grado universitario (BSc) en la Universidad James Cook en Townsville, donde recibió la Medalla Universitaria y la Medalla de la Asamblea. Después de graduarse con honores de un máster en Acuicultura, durante el cual investigó la composición proximal de larvas de la ostra perla recibió la beca Rhodes Beca para estudiar la Universidad de Oxford.  Es la primera exalumna de la Universidad James Cook en haber sido otorgada una Beca Rhodes.
En la Universidad de Oxford, Strugnell fue miembro de Merton College y completó su doctorado en filosofía en el Departamento de Zoología. El título de su tesis doctoral es “La historia evolutiva molecular de la Clase Cephalopoda (Phylum Mollusca)”.  Durante este tiempo formó parte del equipo de críquet y rugby de la Universidad de Oxford.

## Carrera e impacto

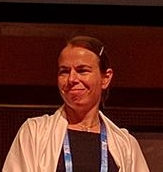
Jan Strugnell en el Comité Científico sobre Investigación Antártica 2016 Wikibomb

Strugnell Completó un postdoc financiado por la Iniciativa de Financiación Antártica (AFI) y el Consejo Nacional de Investigación Ambiental (NERC) en la [./https://en.wikipedia.org/wiki/Queen's_University_Belfast Queen's University Belfast] y la Encuesta Antártica Británica. Posteriormente, Strugnell consiguió una beca de investigación Lloyd Tercentenary con la cualinvestigó en el Departamento de Zoología en la Universidad de Cambridge en 2008-2009.  Actualmente Strugnell se encuentra en el Centro de Pesca Tropical Sostenible y Acuicultura en la universidad [./https://en.wikipedia.org/wiki/James_Cook_University James Cook], Townsville, Australia.
Strugnell ha trabajado en la bases genéticas de resistencia y susceptibilidad al estrés por calor en especies comnerciales de oreja marina o abalón y también en genómica de poblaciones en langostas de roca; ambos proyectos financiados por el Consejo de Investigación Australiano. Strugnell fue la autora principal de un estudio que descubrió que un clado de los pulpos de los mares más profundos del mundo tuvieron sus orígenes evolutivos en el Océano Antártico, demostrando que dicho océano ha sido una fuente evolutiva de taxones para otras cuencas oceánicas. Este estudio fue el primero en cuantificar la relación entre el Océano Antártico y los taxones de los mares profundos que está basado en análisis genéticos.  El estudio estimó que elclado de pulpos provenientes de los mares profundos divergieron del clado del Océano Antártico hace más de 30 millones de años, cuando la Antártida se enfrió y la circulación termohalina global se fortaleció. Esto proporcionó condiciones similares en el mar profundo (abundante frío, nutrientes y oxígeno) a las que había en Océano Antártico, permitiendo así que los pulpos colonizaran este ambiente y se diversificaran
Asimismo, los trabajos de Strugnell sobre los pulpos del Océano Astral detectó huellas genéticas entre el mar de Ross y poblaciones del mar de Weddell, a pesar de que están separados uno del otro por 10,000 km de tierra. Esta huella proporciona evidencias de la existencia de un canal marítimo a través de la Antártida, que se habría formado durante el colapso de la plataforma de hielo flotante en el Oeste de la Antártica .
Las contribuciones de Strugnell incluyen trabajo como editora para Molecular Phylogenetics and Evolution. Es actualmente copresidenta delprograma de investigación del Comité Científico de Investigación Antártica llamado 'Estado del Ecosistema Antártico' (AntEco). También forma parte del Comité Nacional de Investigación de la Antártica en Australia. En agosto de 2016, Strugnell recibió la atención de medios de comunicación australianos al coordinar el comité científico del evento Wikibomb, diseñado para proporcionar una mayor cobertura de las mujeres científicas que investigan sobre la Antártida. Bajo su liderazgo, se escribieron más de 100 biografías sobre mujeres científicas en la Antártica y actualmente se encuentran publicadas en Wikipedia. Todas ellas están incluidas en la LihonoresMujeres Antárticas.

## Premios y honores
- Premio Excepcional de exalumnas,James Cook University (2011)[2]
- Premio al mejor artículo científico sobre investigación de cefalópodos publicado entre 2006-2009 (2009)[18]
- Rhodes Beca (2000)[1][19]
- La Medalla Universitaria, [./https://en.wikipedia.org/wiki/James_Cook_University James Cook University](1999)[1]
- Medalla de la Asamblea (1997)[1]